# Кусунокі Масашіґе

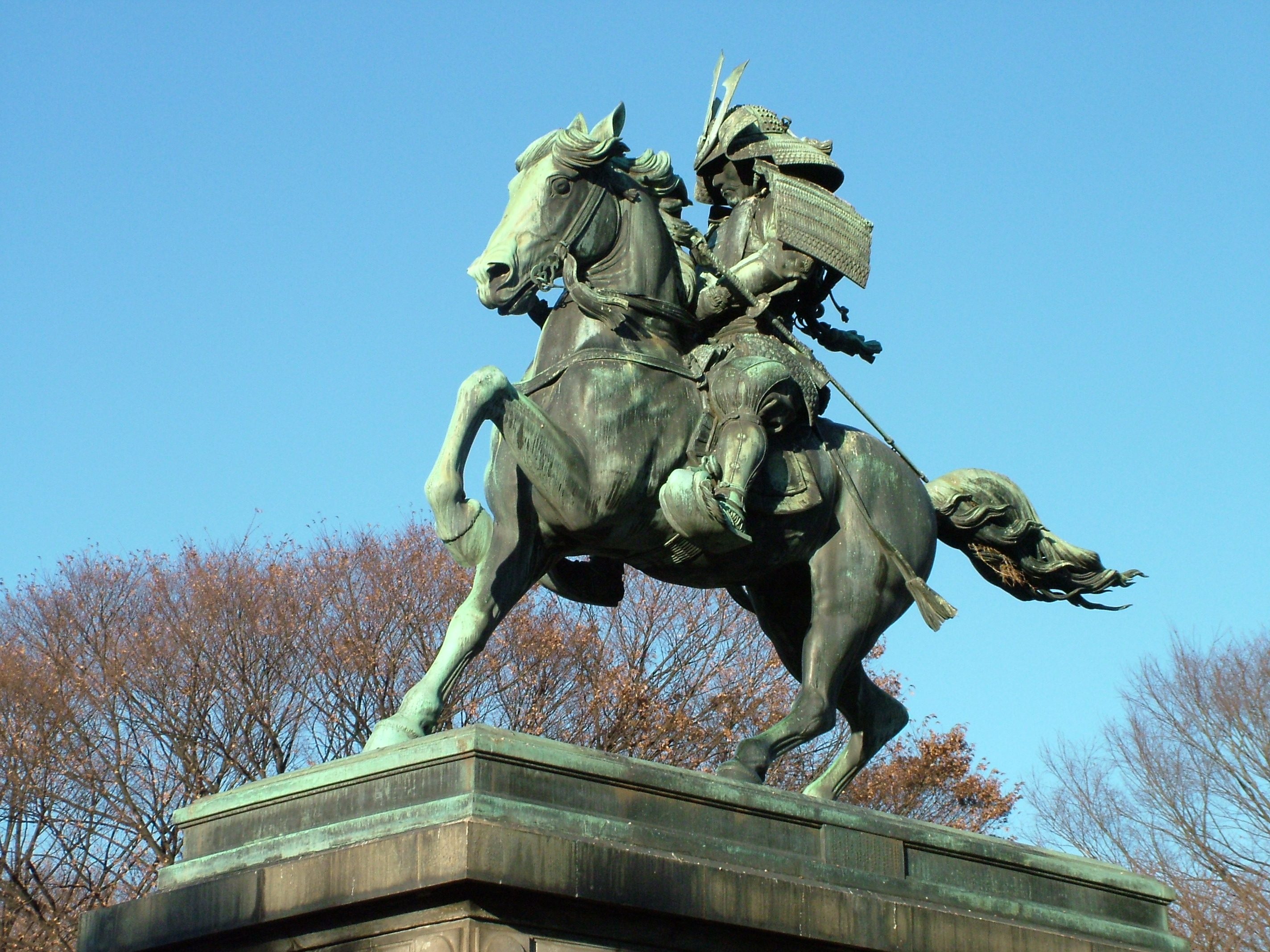
Пам'ятник Кусунокі Масашіґе на території Імператорської резиденції в Токіо.

Кусунокі Масашіґе (яп. 楠木正成, くすのきまさしげ; 1294—1336) — японський політичний діяч і полководець періоду Намбокутьо. Походив із знатного самурайського роду провінції Каваті. У 1331 році відгукнувся на заклик Імператора Ґо-Дайґо повалити Камакурський сьоґунат, командував обороною замку Акасака. У період реставрації Кемму був призначений Імператором сюґо провінцій Каваті й Ідзумі. У 1336 році був розбитий у битві при Мінатоґава анти-імператорськими силами Ашікаґи Такаудзі, після чого вчинив самогубство разом зі своїм братом Кусунокі Масасуе.
За відданість Імператорському престолу прозваний «князем Дайнан» (大楠公, дайнан-ко). В японській історіографії до 1945 року його традиційно представляли як зразок «вірного васала», «слуги Імператора», «істинного японця». Досі його вважають національним героєм країни.